# 明治村 (愛知県碧海郡)
明治村（めいじむら）は、かつて愛知県碧海郡にあった村である。
矢作川北岸、油ヶ淵北岸、東岸の地域である。太平洋戦争中には明治航空基地が開設されていた。
昭和の大合併で分割され、3市に編入された。現在の安城市南部、碧南市東部、西尾市北部に該当する。

## 名称・村役場
油ヶ淵の周辺にあるということで、1906年（明治39年）の発足当初は淵辺村とされていたが、明るく治まる村としたい意向ですぐに明治村に改称された。旧和泉村と旧根崎村の間で村役場の誘致問題が起こり、当初は旧和泉村役場がそのまま使用されていたが、この建物は狭くて老朽化が進行しており、1年後には旧根崎村役場が使用されることとなった。1909年（明治43年）9月には再び旧和泉村役場が明治村役場となったものの、1910年（明治44年）9月には旧根崎村役場に戻され、1913年（大正2年）にはまたもや旧和泉村役場に戻された。1930年（昭和5年）には根崎に明治村役場新庁舎が完成し、村役場の誘致問題が解決した。村役場後には安城市根崎公民館が建っており、「碧海郡明治村役場址」の石碑と正門の門柱が残っている。

## 沿革
- 江戸時代末期、この地域は刈谷藩領、福島藩領[4]、沼津藩領、西端藩領、天領、旗本領、寺社領などが混在していた。
- 1906年（明治39年）5月1日 - 米津村、西端村、東端村、根崎村、城ヶ入村、和泉村、榎前村の一部[5]が合併し、淵辺村が発足。
- 1906年（明治39年）5月7日 - 明治村に改称する。[6]
- 1955年（昭和30年）4月1日 - 分割され、安城市、碧南市、西尾市に編入される。

### 現在の地名との関係
- 安城市に編入
  - 明治村大字東端、根崎、榎前、和泉、城ケ入、石井（現・安城市東端町、根崎町、榎前町、和泉町、城ケ入町、石井町）
- 碧南市に編入
  - 明治村大字西端（現・碧南市油ケ渕町、湖西町、荒居町、井口町、大久手町、大坪町、奥沢町、長田町、神田町、北町、坂口町、洲先町、古川町など）
- 西尾市に編入
  - 明治村大字米津、南中根（現・西尾市米津町、南中根町）

## 教育

### 小学校
- 明治村立米津小学校（現・西尾市立米津小学校）
- 明治村立西端小学校（現・碧南市立西端小学校）
- 明治村立明治中部小学校（現・安城市立明和小学校）
- 明治村立和泉小学校（1971年に城ケ入小学校と統合。現・安城市立丈山小学校）
- 明治村立城ケ入小学校（1971年に和泉小学校と統合。現・安城市立丈山小学校）

### 中学校
- 明治村立明治中学校（現・安城市立明祥中学校）

## 交通
- 名古屋鉄道西尾線
  - 米津駅

## 神社・仏閣
- 八剣神社
- 米津神社